# Oleg III Svjatoslavič
Oleg III Svjatoslavič (in russo e in ucraino Олег Святославич?; 1147 circa – Černihiv, 1204) fu un principe della Rus' di Kiev. Battezzato con il nome di Teodosio, fu principe di Vščiž (1166-ante 1175), di Novhorod-Sivers'kyj (1200-1201) e di Černihiv (1201/1202-1204).